# Atentado en el restaurante Maxim
El Restaurante Maxim está situado en Haifa, en el norte de Israel, y el 4 de octubre de 2003 se convirtió en blanco de un atentado terrorista, en el que murieron 21 personas y 51 resultaron heridas. 

## Historia
El 4 de octubre de 2003, a las 14:10 horas, la terrorista suicida palestina de 28 años Hanadi Jaradat detonó el cinturón explosivo que llevaba, dentro del restaurante Maxim en Haifa. 21 ciudadanos israelíes (18 judíos y 3 árabes) murieron y otros 60 resultaron heridos. La bomba incluía fragmentos de metal empaquetados alrededor del núcleo explosivo, que se esparcieron por el restaurante, maximizando el efecto letal.
El atentado fue llevado a cabo por una mujer palestina de 28 años, Hanadi Jaradat, que se hizo estallar dentro del restaurante. El restaurante era propiedad de judíos y ciudadanos árabes cristianos que trabajaban juntos y era considerado un símbolo de convivencia pacífica entre judíos y árabes. Entre las víctimas del atentado se encontraban 3 ciudadanos árabes israelíes y 18 judíos. Entre las víctimas se encontraban también dos familias completas y cuatro niños, incluido un bebé de dos meses. La mujer que perpetró el atentado estudiaba derecho y era miembro de la organización terrorista  Yihad Islámica. Su prometido, su hermano y su primo fueron asesinados anteriormente por las Fuerzas de Defensa de Israel (FDI). Eso la llevó a pertenecer a la organización terrorista. El restaurante quedó completamente destruido en el ataque, pero fue reabierto al cabo de unos meses. Como reacción al ataque, que según el estado sionista de Israel, fue planeado en las oficinas de la organización Jihad Islámica en Damasco, Siria, al día siguiente aviones militares israelíes bombardearon un lugar que según los analistas militares israelíes era un campo de entrenamiento de terroristas, en Ein Saheb, en Siria, presuntamente nadie murió en ese bombardeo aéreo, esta operación, fue la primera vez que los israelíes bombardearon un objetivo militar en Siria desde 1973.